# Robert Wójcik (trener)
Robert Wójcik (ur. 22 listopada 1971 w Bydgoszczy) – polski trener piłkarski.

## Kariera
Robert Wójcik w latach 1998–2001 był trenerem reprezentacji Pomorskiego Związku Piłki Nożnej, z którą dwukrotnie triumfował w rozgrywkach Makroregionu Pomorze, z reprezentacją Makroregionu Pomorze dwukrotnie triumfował w Pucharze Kuchara i Michałowicza, następnie w latach 2002–2008 był asystentem selekcjonera Michała Globisza w reprezentacji Polski U-17 i U-20.
Następnie prowadził juniorskie reprezentacje Polski: dwukrotnie U-16 (16.01.2013–10.12.2014, 01.07.2015–31.12.2016), U-15 (10.01.2014–07.07.2017) oraz U-17 w okresie od 1 stycznia 2017 roku do 30 czerwca 2017 roku.
Potem w okresie od 8 lipca 2019 roku do 31 grudnia 2019 był trenerem Olimpii Grudziądz U-18, będąc jednocześnie w okresie od 27 sierpnia 2019 roku do 9 września 2019 roku wraz z Maciejem Patykiem tymczasowym trenerem pierwszej drużyny Biało-Zielonych. 1 stycznia 2020 roku został trenerem Sportisu Łochowo, którym był do 30 czerwca 2022 roku. 22 lipca 2022 roku został trenerem Startu Pruszcz.

## Sukcesy

### Trenerskie
Pomorski Związek Piłki Nożnej
- 2-krotny triumf w rozgrywkach Makroregionu Pomorze

Makroregion Pomorze
- 2-krotny triumf w Pucharze Kuchara i Michałowicza